# Distretto di Chalcos
Il distretto di Chalcos è uno degli undici distretti della provincia di Sucre, in Perù. Si trova nella regione di Ayacucho e si estende su una superficie di 58,43 chilometri quadrati.

Istituito il 3 aprile 1928, ha per capitale la città di Chalcos; nel censimento del 2005 contava 748 abitanti.